# Велихов (Ровненская область)
Велихов (укр. Велихів) — село, входит в Городецкий сельский совет Владимирецкого района Ровненской области Украины.
Население по переписи 2001 года составляло 650 человек. Почтовый индекс — 34381. Телефонный код — 3634. Код КОАТУУ — 5620883002.

## Местный совет
34381, Ровненская обл., Владимирецкий р-н, с. Городец, ул. Авенира Коломийца, 117.